# 1044
1044 (MXLIV) var ett skottår som började en söndag i den julianska kalendern.

## Händelser

### September
- September – Benedictus IX blir avsatt som påve av Giovanni di Crescenzi–Ottaviani, som blir hans efterträdare på påvestolen i januari året därpå.

## Födda
- Kung Anawrahta av Myanmar, känd för att ha konverterat landet till theravadabuddhismen.

## Avlidna
- 5 juli – Samuel Aba av Ungern, kung av Ungern.
- Mathilda av Friesland, drottning av Frankrike.